# 聖母戴冠 (フラ・アンジェリコ、ルーヴル美術館)
『聖母戴冠』（せいぼたいかん、仏: Le Couronnement de la Vierge、英: Coronation of the Virgin） は、 1434年から1435年ごろに初期イタリア・ルネサンスの巨匠フラ・アンジェリコが板上にテンペラと油彩で制作した絵画である。聖母マリアが天国においてイエス・キリストから冠を授けられる場面が描かれている。フィエーゾレのサン・ドメニコ修道院のために制作されたと推定される。なお、フラ・アンジェリコは少し前に、現在、ウフィツィ美術館にある別の『聖母戴冠』（1432年ごろ）も制作している。本作はパリのルーヴル美術館に所蔵されている。

## 歴史
フラ・アンジェリコは、自身がドミニコ会修道士であったフィレンツェ近郊にあるフィエーゾレのサン・ドメニコ修道院のために『フィエーゾレの祭壇画』（1424-1425年）と現在プラド美術館にある『受胎告知』（1425-1428年）を描いたが、ルーヴルの『聖母戴冠』は本来、1434年ごろ (ウフィツィ美術館にある『聖母戴冠』の数年後）に描かれたとは考えられていない。ジョン・ポープ・ヘネシーなどの一部の美術史家は、代わりにドメニコ・ヴェネツィアーノの『サンタ・ルチア・デ・マニョーリ祭壇画』（1445年ごろ、ウフィツィ美術館）、またはヴァチカン宮殿でフラ・アンジェリコが描いたニコラウス5世礼拝堂フレスコ画 (1446-1448年）との類似点のために、画家がローマを訪れた1450年の制作としている。

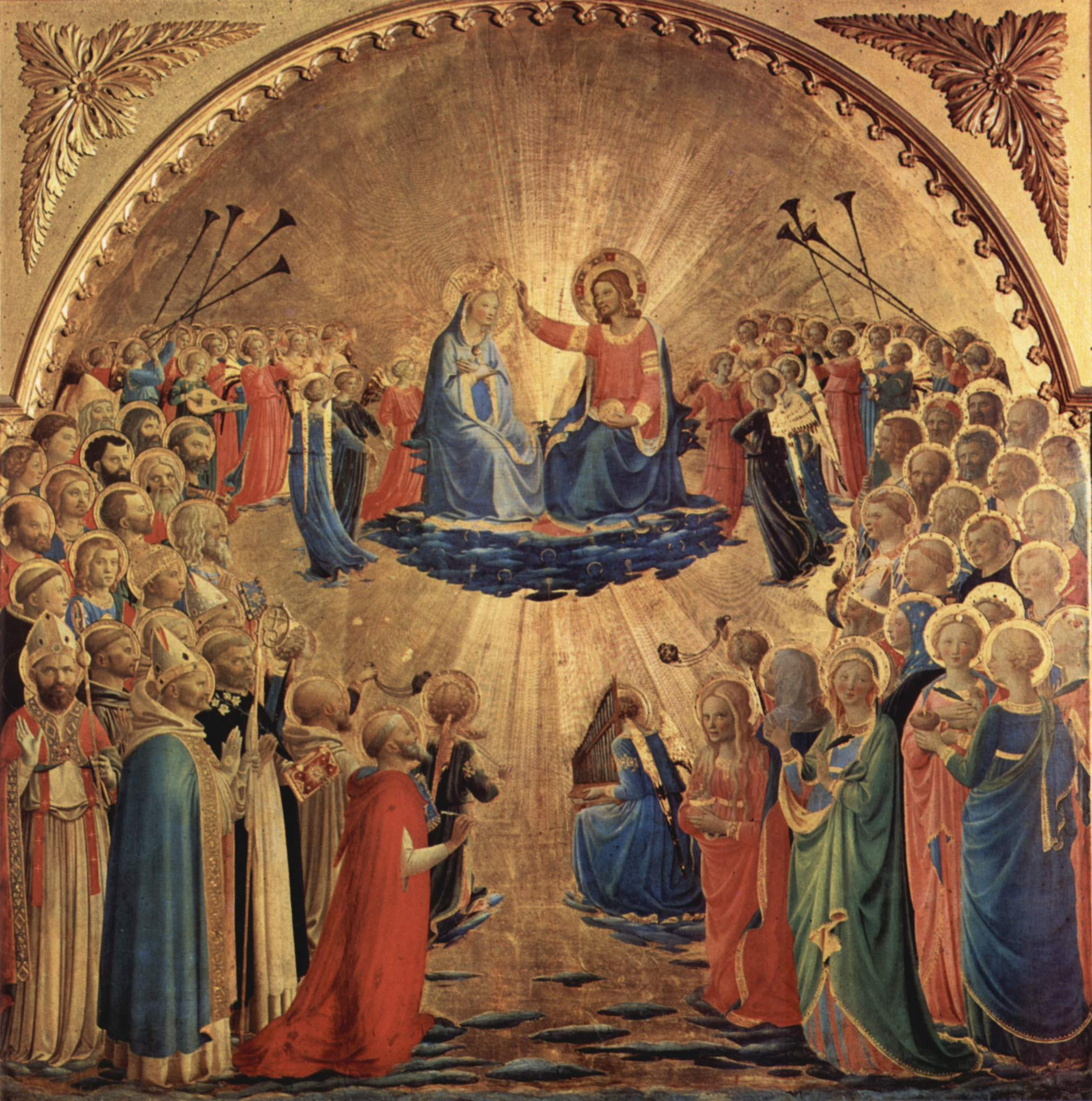
『聖母戴冠』（1432年ごろ）、ウフィツィ美術館

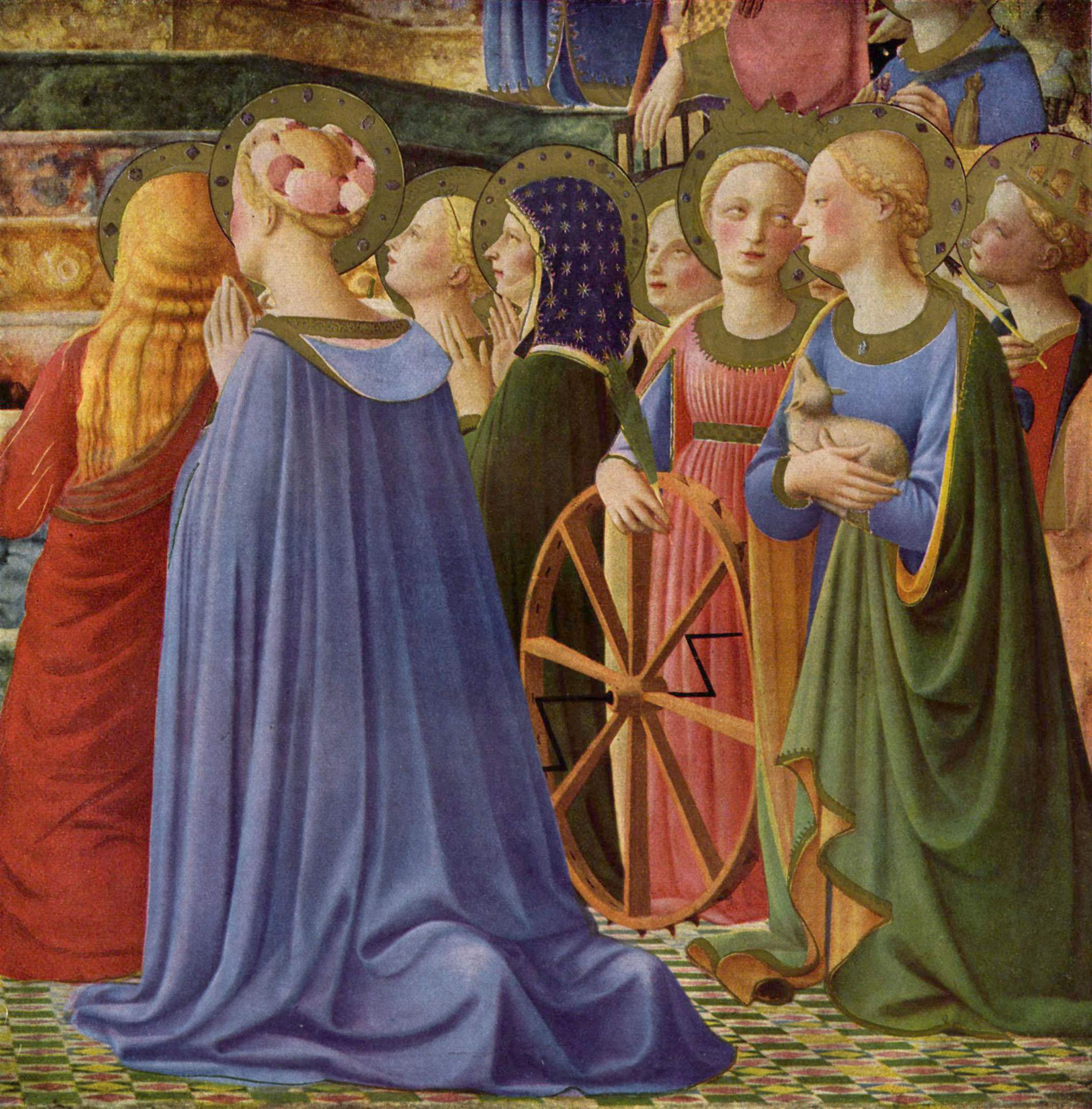
部分

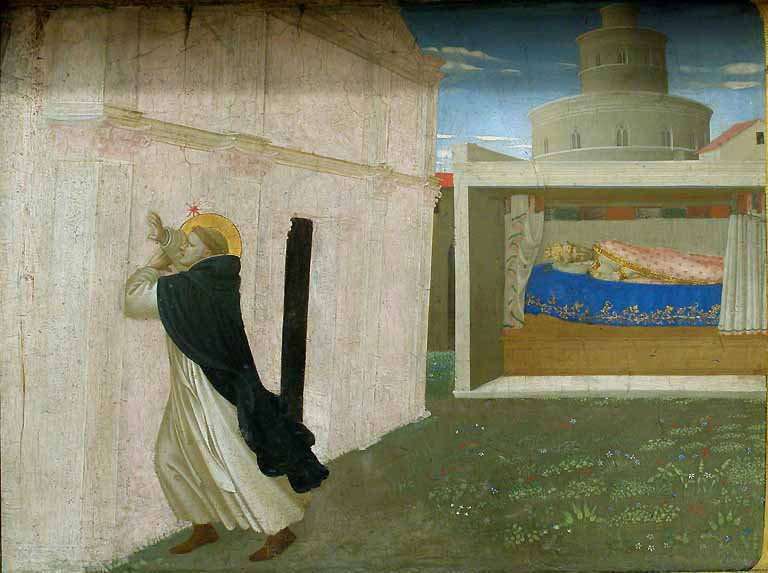
『聖ドミニクスの夢』(1434-1435年) のプレデッラの部分

この絵画は、ナポレオン戦争の略奪の結果としてフランスに持ち込まれた。他のいくつかの美術品のように、そのサイズが大きいことを言い訳として返却されなかった。

## 概要
『画家・彫刻家・建築家列伝』を著したイタリア・マニエリスム期の画家・伝記作家ジョルジョ・ヴァザーリは、本作について以下のように記している。「彼のすべての作品のうちでも、この祭壇画にはフラ・アンジェリコの美点と技法がこの上なくみごとに発揮されている。 (略) この祭壇画ではイエス・キリストが、天使の合唱隊と、甘美で繊細な身振りの (略) 無数の聖人や聖女たちが見守る中で、聖母に冠を授けているが、画面全体の色調は、そこに描かれた聖人か天使のひとりがこの絵を描いたかのように思われる。そういうわけで、人々がつねにこの信心深い人物を『天使のような (アンジェリコ)』修道士ジョヴァンニと呼んだのも当然のことである」
本作は、現在ウフィツィ美術館にある、より以前の『聖母戴冠』とはいくつかの違いを示している。金地の背景が消え、よりリアルな水色の空に置き換わっている。そして、絢爛たる色彩が聖人の衣服だけでなく、玉座正面の大理石の階段にも用いられている。構図はウフィツィ美術館の作品より進化しており、おそらくマサッチオによって導入された革新に影響されている。玉座は高い壇上に遠近法を使用して設定され、その遠近法に合わせて人々の背丈は縮小している。さらに鑑賞者の視点を床の面まで下げることによって、聳えるような記念碑性を創造している。なお、フラ・アンジェリコは、この絵画でゴシック的な3面の装飾を備えた豊かな祭壇天蓋を描いている。ねじれた柱などの要素は、ニコラウス5世礼拝堂フレスコ画との類似点を示している。
ウフィツィ美術館にある同主題の絵画のように、中央場面の横には天使と聖人が戴冠式の参加者として登場しているが、人物はより明確になり、一部は背後から描写され、敷石は幾何学的な遠近法で描かれている。ポープ・ヘネシーは、天使たちがオルヴィエート大聖堂にあるサン・ブリツィオ (San Brizio) の聖母礼拝堂（1447年）の天使たちの影響を受けていると考えた。
作品は、特に右側で助手たちの多大な助けを借りて制作された。たとえば、聖カタリナの車輪はおおまかに描かれており、聖人の中には表情の少ない顔をしている人物もいる。
絵画には、聖ドミニクスの奇跡と、真ん中にキリストの復活を描いた場面のあるプレデッラ (裾絵)がある。他のフラ・アンジェリコの作品のように、プレデッラの場面は幾何学的遠近法の広範な使用を示しており、人で満ちているか、誰もいない建築物を交互に使用することによって遠近法の効果は高められている。